# 尚弼

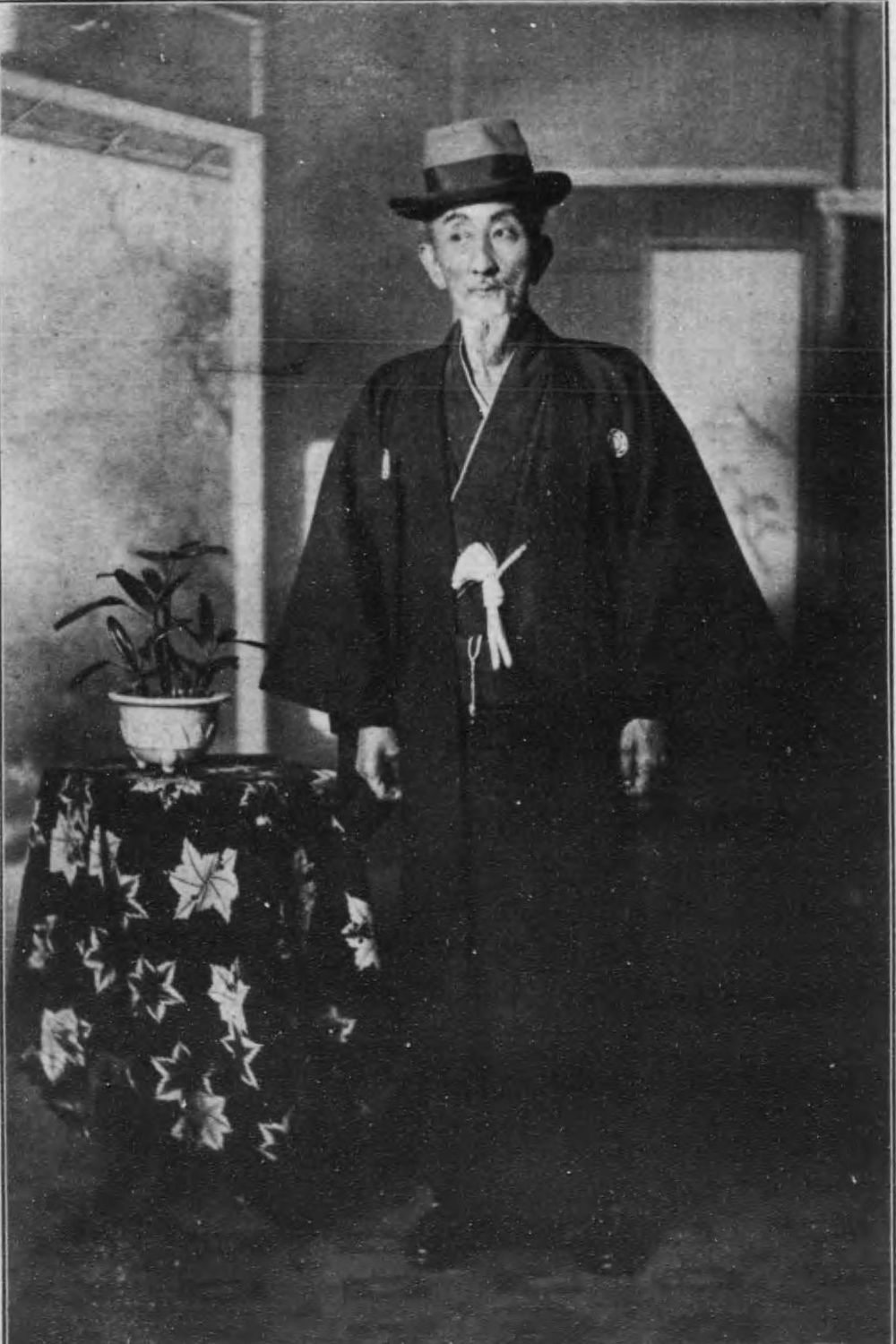
尚弼

尚弼（琉球語：／ ；1847年—1915年），和名今歸仁王子朝敷（琉球語：／ ），琉球國王族。他是尚育王的第三子， 真南風按司向氏所生。琉球國末代國王尚泰王的同父異母弟。童名思樽金，道光二十七年丁未(1847年)六月四日生。
初為具志川王子，後改封今歸仁王子。第一次琉球處分時，尚泰王被廢為「琉球藩王」。1875年4月24日，尚弼被日本明治政府任命為「藩王代理」。1879年3月30日，明治政府命令尚弼交出政權，隨後在4月4日，沖繩縣建立，琉球國正式滅亡。5月27日尚弼隨尚泰王和其他王室重要成員乘坐日本「東海丸」號離開那霸港，前往東京，被明治政府封為男爵。1915年8月11日，尚弼死於東京。